# Łubnice (Łódź)
Łubnice is een dorp in het Poolse woiwodschap Łódź, in het district Wieruszowski. De plaats maakt deel uit van de gemeente Łubnice en telt ca. 1100 inwoners.